# Deppner-executies
De Deppner-executies waren grootschalige executies van verzetsstrijders in Kamp Vught tussen eind juli en begin september 1944. Minstens 450 mensen kwamen hierbij om het leven.

## Aanleiding
Hitler bepaalde op 30 juli 1944, ná de mislukte aanslag van Stauffenberg op zijn leven, met het Niedermachungsbefehl dat de militaire rechtbanken werden afgeschaft. Verzetsstrijders (door de Duitsers 'terroristen en saboteurs' genoemd) konden na hun arrestatie meteen worden gedood. Of dit decreet werd uitgevaardigd onder druk van de opmars van de geallieerden of samenhing met een algemene verharding van de repressie is niet helemaal duidelijk, vermoedelijk beide. In elk geval plaatste dit de Duitse bezetter voor de vraag wat te doen met de duizenden gevangenen uit het verzet die nog niet waren berecht. Die vraag viel grotendeels onder de competentie van de Höhere SS- und Polizeiführer Hanns Rauter en vooral van de Sicherheitspolizei en Sicherheitsdienst (SD).

## Erich Deppner
De SD had per 1 juni een nieuwe Befehlshaber gekregen, Karl Eberhard Schöngarth, die nog niet was ingewerkt en daarom de uitwerking van het bevel overliet aan zijn recherche-chef Erich Deppner.
Erich Deppner was al sinds 1941 hoofd van Abteilung IV van de Sicherheitspolizei in Den Haag, die belast was met opsporing en vervolging van tegenstanders van het regime; daarmee was hij chef van de Gestapo. Na de omvorming van Kamp Westerbork tot Durchgangslager in 1942 was hij korte tijd kampcommandant, maar hij werd al spoedig vervangen door Albert Konrad Gemmeker. Kort hiervoor al was hij in Kamp Amersfoort leider van een vuurpeloton dat zeventig Russische krijgsgevangenen ombracht. De toenmalige kampcommandant Karl Peter Berg werd hiervoor na de oorlog ter dood veroordeeld; Deppner werd echter nooit in Nederland berecht en in Duitsland in 1964 van dit feit vrijgesproken.

## De executies
Na Hitlers Niedermachungsbefehl was het Deppner, die lijsten opstelde van gevangenen in Vught die gefusilleerd moesten worden. Reeds eind juli 1944 waren dit 23 medewerkers van het illegale blad Trouw; men had aan een van de Trouw-leiders, Wim Speelman, een aanbod gedaan hun levens te sparen in ruil voor stopzetting van de verschijning van het blad. Deze 23 waren overigens nog veroordeeld.
In augustus werden ongeveer 120 personen doodgeschoten. De fusillades bereikten een climax rond Dolle Dinsdag, dat wil zeggen direct nadat Brussel en Antwerpen waren bevrijd. De hele top van de Landelijke Onderduikorganisatie en de Limburgse Onderduikorganisatie die zich toen in Vught bevond werd omgebracht, alsmede vele anderen.
Spoedig daarna werd het kamp ontruimd. Meer dan drieduizend gevangenen werden naar Duitse concentratiekampen getransporteerd waar de meesten alsnog voordat de bevrijding plaatsvond omkwamen.

## Na de oorlog
Na de oorlog werden de voornaamste schuldigen aan misdaden tijdens de bezetting berecht middels de bijzondere rechtspleging. Ongeveer 14.000 Nederlanders, alsmede 240 Duitsers, werden berecht volgens het Buitengewoon Strafrecht; daarnaast verschenen nog 50.000 personen voor tribunalen. Onder de Duitsers werden veelal óf de hoogste gezagsdragers berecht óf lagere functionarissen die bewijsbaar zware misdaden hadden gepleegd. Waarom is niet geheel duidelijk; De Jong wijst op volkenrechtelijke bezwaren, maar ook op grote rechtsongelijkheid.
In elk geval werden sommigen van Deppners superieuren (onder wie Schöngarth) en van zijn ondergeschikten (onder wie Karl Berg) ter dood veroordeeld. Deppner vertoefde tijdens de capitulatie in Berlijn en werd als Duits staatsburger na de oorlog niet uitgeleverd. De bijna twintig verzoeken van Nederlandse zijde om hem berecht te krijgen werden, op de zaak van de 'Russen' in München na, alle geweigerd.

## Monument
Op de Fusilladeplaats van Kamp Vught is op 20 december 1947 een gedenkteken met namen onthuld door prinses Juliana. De as van de omgekomenen is in een urn bijgezet op Eerebegraafplaats Bloemendaal.